# رافاييل فارينا
رافاييل فارينا (بالإيطالية: Raffaele Farina)‏ هو أمين مكتبة إيطالي، ولد في 24 سبتمبر 1933 في بيونالبيرجو في إيطاليا.